# Hispaniola (bateau)
Pour l'île ayant donné son nom au bateau, voir Hispaniola.
L'Hispaniola est le navire imaginaire du roman d'aventures de Robert Louis Stevenson L'Île au trésor, sur lequel les protagonistes embarquent pour l'expédition vers une île indiquée sur une carte au trésor.

## Type de navire
Le type de navire n'est pas mentionné de manière explicite dans le roman. D'après le texte original, l'Hispaniola est une goélette à trois mâts de très petit tonnage (plus proche d'un brick), à huniers voire à phares carrés (trois-mâts goélette, trois-mâts barque). Plusieurs éléments sont mentionnés dans le roman, mais ils comportent parfois des indications contradictoires : 
- 200 tonneaux[2] (équivalent à un navire de la taille d'un brick).
- Plusieurs mentions de goélette sont indiquées dans le roman[2],[3],[4] (schooner dans la version anglaise[5]).
- Le navire comporte une vergue d'artimon[6], mais il semble qu'il y ait une erreur de traduction, car « vergue d'artimon » correspond à peack dans la version originale[7], dans le sens « sommet du navire ».
- Il est fait référence à une « hune d'artimon » et une « voile de misaine »[8] – respectivement mizzen-top et fore-sail dans la version originale [9], ainsi qu'à des marchepieds sur les gréements – soit un navire à trois mâts et voiles carrées.

Les illustrations du roman à sa sortie le présentent comme un brick. Généralement, lors des nombreuses adaptations ultérieures au cinéma, il est présenté comme un trois-mâts carré (corvette ou frégate). Dans une des adaptations cinématographiques récentes, celle de 2007, l'Hispaniola est représentée par le brick Phoenix.
|  |  |

## Histoire succincte
Dans le roman, l'Hispaniola est le navire commandé par le capitaine Smollett. Il est affrété par M. Trelawney pour une expédition vers une île mentionnée sur une carte au trésor trouvée par un fils d'aubergiste Jim Hawkins, dans le coffre de Billy Bones un marin mort dans son auberge. Mais une bande de pirates, à la recherche du même trésor, retrouve la trace de Billy Bones et se fait engager sur le navire comme simples marins, avec leur chef Long John Silver déguisé en maitre coq. Le navire part de Bristol pour les Caraïbes.
L'équipage de pirates déguisés en marins se mutine et prend l'Hispaniola lorsque le navire atteint l'île au trésor. Une poignée d'hommes de l'équipage restant, opposés aux pirates, fuit sur l'île avec Jim Hawkins.
Par la suite, Jim Hawkins reprend le contrôle du navire par ruse, lorsqu'une grande partie des pirates est à terre. Le navire est déplacé, caché et échoué volontairement par Jim Hawkins pour éviter que les pirates mutinés ne puissent repartir.